# MAXIMA
Pour les articles homonymes, voir Maxima.

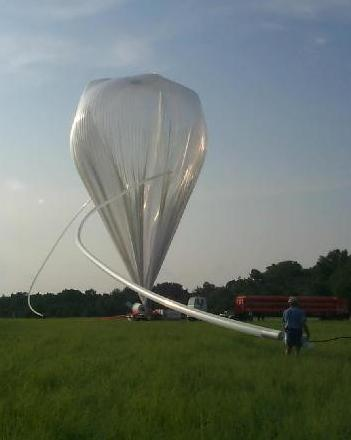
Le ballon MAXIMA.

MAXIMA (acronyme de Millimeter Anisotropy eXperiment IMaging Array) est un instrument d'observation des anisotropies du fond diffus cosmologique monté sur un ballon stratosphérique d'observation américain qui a opéré à la fin des années 1990, à la même époque que l'instrument BOOMERanG, de sensibilité voisine.